# Putgolla (Naturschutzgebiet)
Das Naturschutzgebiet Putgolla, niedersorbisch Pódgóla, liegt auf dem Gebiet der Gemeinde Kolkwitz im Landkreis Spree-Neiße in Brandenburg.
Das Naturschutzgebiet im 20,14 km² großen Landschaftsschutzgebiet Wiesen- und Teichlandschaft Kolkwitz/Hänchen erstreckt sich südlich des Kernortes Kolkwitz und östlich von Putgolla, einem Wohnplatz der Gemeinde Kolkwitz. Durch das Gebiet hindurch verläuft die Kreisstraße K 7129, nördlich des Gebietes verläuft die Landesstraße L 49, östlich die L 50 und südlich die A 15.

## Bedeutung
Das rund 64,3 ha große Gebiet mit der Kenn-Nummer 1322 wurde mit Verordnung vom 26. April 2001 unter Naturschutz gestellt.